# سنباده

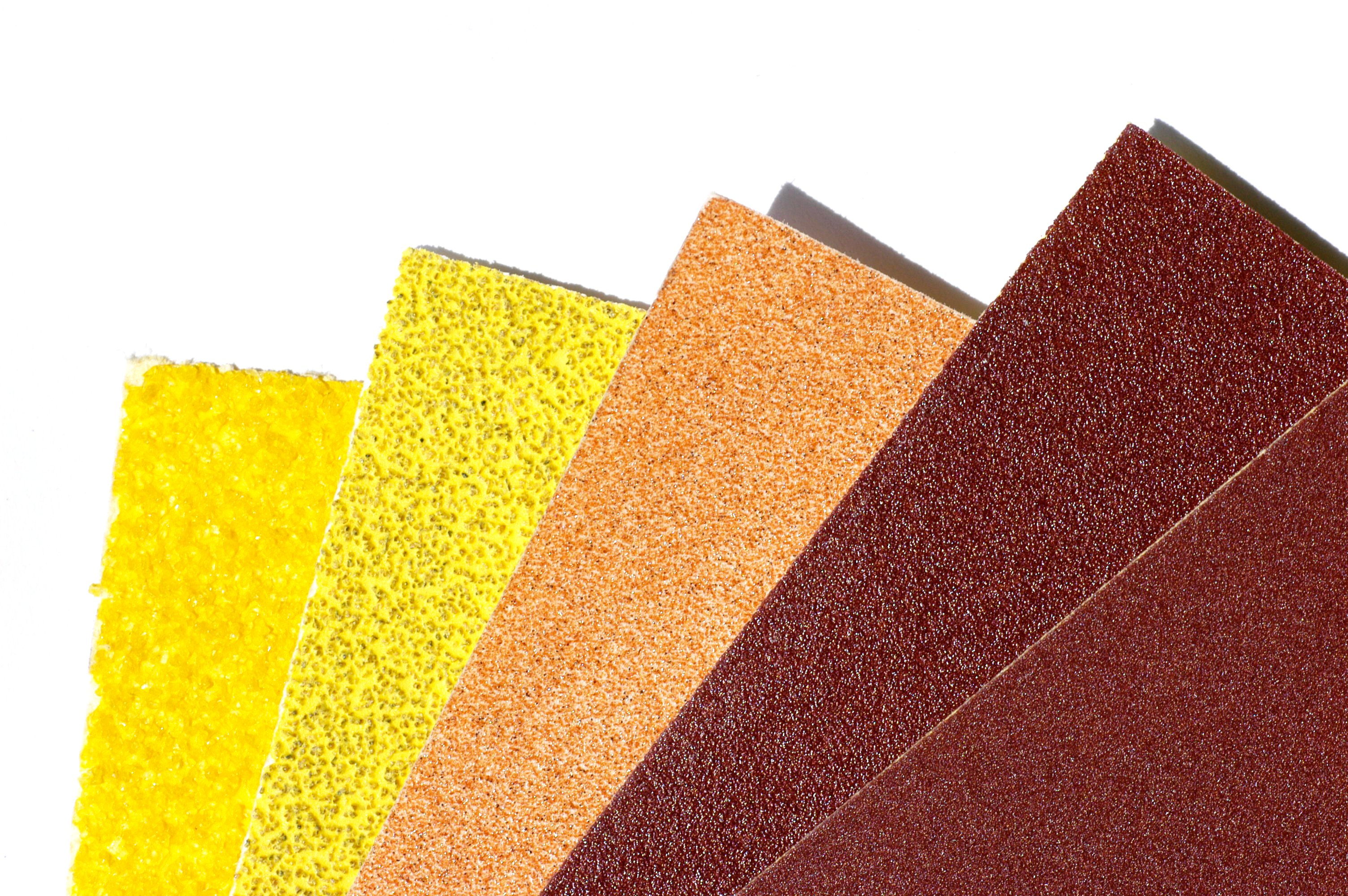
ورق‌های سنباده با مقدارهای مختلف، ۴۰ (زبر)، ۸۰، ۱۵۰، ۲۴۰، ۶۰۰ (نرم).

سنباده یا سمباده ورقه‌ای از جنس کاغذ یا مقوا یا پارچه است که دانه‌های سخت ساینده بر روی آن به وسیلهٔ چسب مخصوص چسبانده می‌شوند و برای ساییدن مواد گوناگونی چون فلزات، چوب، گچ و در بعضی موارد سرامیک استفاده می‌شود.
سنباده: به معنایی وسیله ای برای ساییدن و سوهان کردن، همچنین به معنای وسیله آسیاب کردن نیز آمده است که در مدل های متفاوت همچون سنگ سنباده، کاغذ سنباده، دستگاه سنباده زن اوربیتال دستی وجود دارد.
سنباده معمولاً برای صاف کردن و آماده کردن سطح ناصاف و خشن به کار می‌رود تا برای رنگ‌کاری آماده شود. همچنین گاهی سنباده برای ناصاف و خشن کردن سطوح صاف بکار می‌رود تا آنها را برای چسب زدن آماده سازد.

## ذرات ساینده
مواد سخت گوناگونی چون ذرات سنگ لعل، سیلیسیم، آلومینیوم اکسید، سنگ آتشزنه، و کوارتز در سنباده‌ها استفاده می‌شوند.

## گونه‌ها

### کاغذی
این سنباده بیشتر برای تمیزکردن زیرکار سطوح گچی استفاده می‌شود. همچنین در ساییدن و صاف کردن کارهای چوبی نیز بکار می‌رود. این سنباده زرد رنگ است و بیشتر به دلیل سستی زیاد آن، پس از مدتی دانه‌های سایندهٔ خود را از دست می‌دهد.

### آهنی
ذرات سایندهٔ این نوع از سنباده، روی پارچه قالب‌بندی می‌شود و در دو رنگ آبی و قرمز موجود است. رنگ آبی برای فلزات و رنگ قرمز برای چوب مورد استفاده قرار می‌گیرد.

### پوساب
از این سنباده برای از بین بردن و ساییدن سطوح خش‌دار فلزی استفاده می‌شود. به علت سفتی و شکنندگی زیاد، پیش از استفاده از این سنباده باید آن را به مدت چند دقیقه در آب خیساند تا نرم شده و در حین کار بریده نشود. نام گذاری سنبادهٔ پوستاب (به اشتباه) به این دلیل است که استفاده از آن همراه با آب است. به همین دلیل، ذرات سایندهٔ این سنباده از جنس سیلیسیوم هستند تا در اثر تماس با آب دچار زنگ‌زدگی نشود.

### تَه‌پوست
سنباده‌ای است که پس از کار بسیار، بیشتر ذرات ساینده و خورندهٔ خود را از دست داده است. در نتیجهٔ از بین رفتن ذرات ساینده، این سنباده نرم‌تر بوده و از آن می‌توان به جای سنباده‌های گروه نرم‌تر و برای مراحل پایانی استفاده کرد.

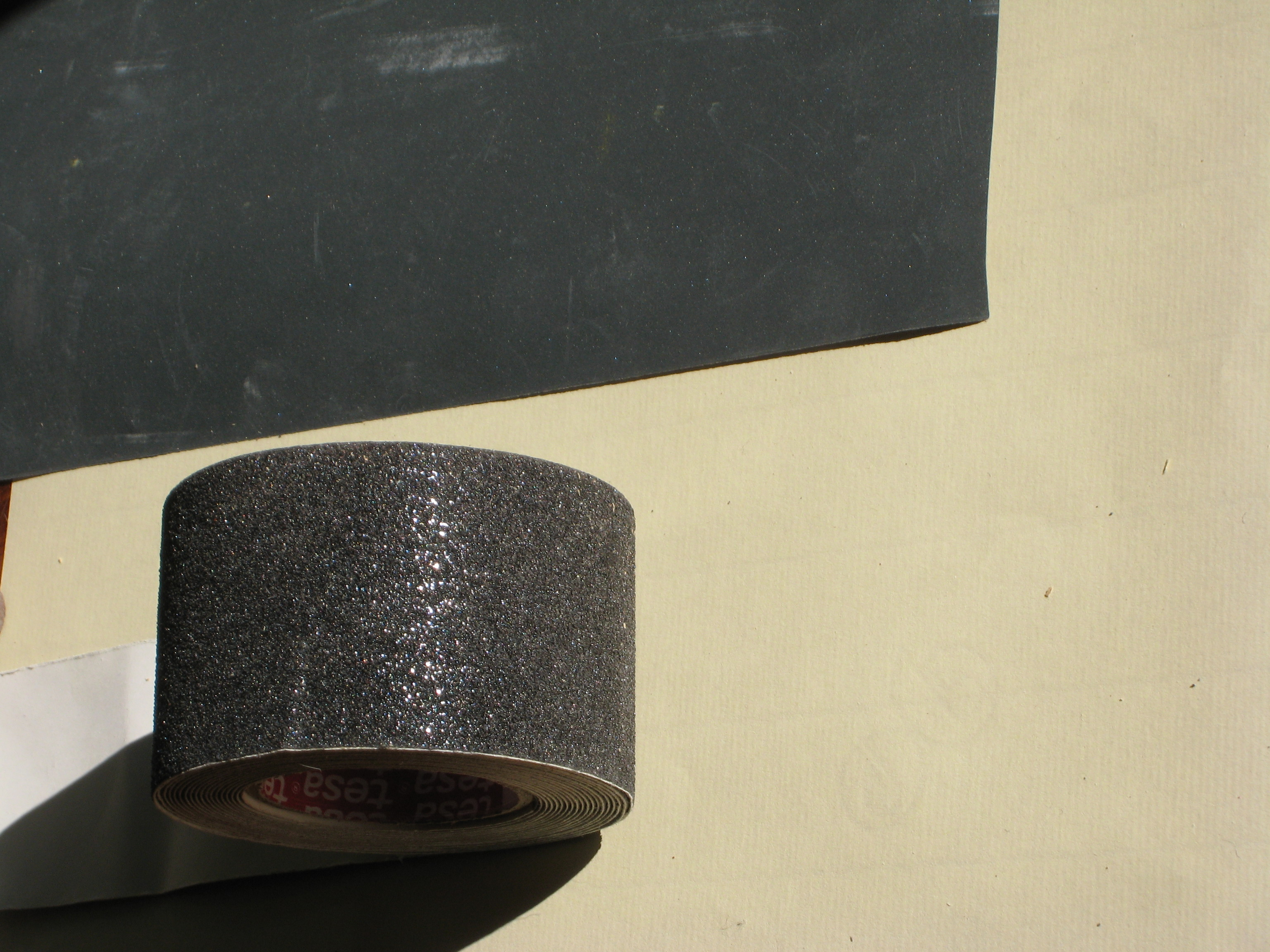
کاغذ سنباده نواری

## درجه‌بندی سنباده‌ها
سنباده‌ها بر پایه شمار ذره‌های خورندهٔ آنها در هر واحد سطح و در نتیجه، ریزی و درشتی آن ذرات شماره‌گذاری و درجه‌بندی می‌شوند. واحد سطح در استاندارد اروپایی (که در ایران نیز استفاده می‌شود) اینچ مربع است. شمارهٔ پایین‌تر، نشانه شمار کمتر ذره در یک اینچ است؛ در نتیجه ذرات درشت‌تر و سنباده، زبرتر است.
| درجه                     | فوق‌العاده نرم | خیلی نرم   | نرم        | متوسط      | زبر       | خیلی زبر | فوق‌العاده زبر |
| شماره (در سیستم اروپایی) | ۱۰۰۰ تا ۱۰۰۰۰ | ۲۲۰ تا ۳۸۰ | ۱۶۰ تا ۲۰۰ | ۱۲۰ تا ۱۵۰ | ۸۰ تا ۱۲۰ | ۴۰ تا ۸۰ | ۱۲ تا ۳۰      |